# Марія фон Аугустін
Марія фон Аугусін (нім. Marie Baronin von Augustin), уроджена Регельсберг фон Турнберг (нім. Regelsberg von Thurnberg); 23 грудня 1807 або 1810 — 13 лютого 1886 — австрійська баронеса, художниця і письменниця, писала також під псевдонімом Марія фон Турнберг (нім. Marie von Thurnberg).

## Життєпис
Народилася в Банаті в родині підполковника цісарсько-королівської армії. Дитинство провела у Відні і від матері, розумної і чутливої саксонки, отримала добру освіту і нахил до поезії. Вже з 14-ти років починає вдало віршувати, а через рік пише фантастичну повість «Теодора» (Theodora), яка демонструє рано розвинений інтелект. Пісня смерті матері в 1821 році Марія з великою наполегливістю зайнялася живописом. Беручи уроки у видатних майстрів, спочатку займалася портретною мініатюрою, а потім звернулася до історичної тематики, копіюючи знамениті роботи з галереї Естергазі (англ. Esterházy Gallery). Також вона малювала для церков і монастирів картини на християнську тематику. У 1835 році фон Турнберг одружилася з капітаном Феринандом Бароном фон Аугустином (Ferdinand Baron von Augustin) і впродовж 25-річного шлюбу супроводжувала чоловіка в поїздках імперією. Через переїзди мусила покинути живопис і з усією пристрастю віддалася літературі: створює вірші, оповідання, романи. Після смерті чоловіка у 1861 році баронеса поселилася у Відень, де брала активну участь у жіночому русі. У 1885 році стала президентом «Союзу письменниць і мисткинь Відня» (Vereins der Schriftstellerinnen und Künstlerinnen in Wien). У Відні баронеса фон Турнберг і померла.

## Вибрані твори
- Novellen und Erzählungen (4 Bände, 1843—1845) — «Повісті та оповідання» у чотирьох томах.
- Der Jungfrau schönstes Ziel: Toiletten-Geschenk für junge Damen, welche nach vollendeter Erziehung in die Welt treten (1844) — «Найпрекрасніша мета дівчини: Туалетний подарунок для молодої дами, яка після отримання освіти вступає у світ»
- Des Fischers Tochter (1844) -«Донька рибалки»
- Gedanken einer Frau über die angeborenen Rechte des Frauengeschlechtes (1846) — «Думки одної пані про природжені права жіночої статі»
- Die graue Schwester (1846) -«Сива сестра»
- Sprossen der Erinnerung. Neueste Novellen (1851) -«Паростки спогадів. Новіші новели»
- Die Rose am See (1852) — «Троянда на озері»
- Seelenklänge. Gedichte (1864) — «Звук душі. Вірші»
- Die Rose von Granada. Romantisches Gedicht (1873) «Троянда Гранади. Романтичний вірш».